# ESBF Besançon
ESBF Besançon, Entente Sportive Bisontine Féminin är en fransk handbollsklubb för damer baserad i Besançon. De spelar i den franska förstaligan för damer.
Klubben grundades 1970 och spelar i Championnat de France de handboll som är den högsta nivån i fransk damhandboll. Klubben har vunnit fyra mästerskap 1988, 1998, 2001 och 2003. Säsongen 2002/2003 vann klubben  Cupvinnarcupen i handboll.

## Klubbens historia
Entente sportive bisontine som var en klubb för både herrar och damersom grundades 1970, efter att HBC Besançon hade splittrats. 1988 vann damsektionen sin första nationella titel i det franska mästerskapet. 1992 tog Jacques Mariot, som var klubbens president i ungefär tio år, initiativet till att separera herr- och damsektionerna i klubben och därmed föddes Entente sportive bisontine féminin.
Klubben dominerade fransk damhandboll tillsammans med Metz HB åren 1995 till 2005 vann Besançon tre titlar i Frankrike och tog 7 andraplatser i ligan, vann fyra franska cuper och två ligacuper  De två klubbarna vann tillsammans alla titlar. I dessa två klubbar spelade flera av Frankrikes världsmästare 2003: Valérie Nicolas, Sophie Herbrecht, Raphaëlle Tervel, Véronique Pecqueux-Rolland, Myriame Mohamed Said och Sandrine Delerce. År 2003 vann ESBF fyra titlar genom att vinna Frankrikes mästerskap, Frankrikes Cup, Ligacupen och Cupvinnarcupen. Klubben var den första franska damhandbollsklubben som vann en europeisk titel.
Efter 2003 lämnade landslagsspelarna klubben. Samtidigt drabbas klubben av ekonomiska svårigheter som tvingar fram en degraderingen till andra divisionen och förbud att rekrytera nya spelare 2005 och 2006. Säsongen 2007/2008 återvänder klubben till förstaligan med en sjätte plats. Men den degraderas snart igen.
I april 2015 slog ESBF Cannes och vann andraligan i Frankrike och återkom till förstaligan för säsongen 2015/2016.
Raphaëlle Tervel blir tränare med Sandrine Mariot-Delerce som assisterande. Säsongen 2015/2016 tar klubben en femte plats med slutspel och två spelare Amanda Kolczynski och Julie Dazet spelar i landslaget. Säsongen 2016/2017 blir som föregående säsong. Amanda Kolczynski och högerbacken Ana Manaut, drabbas båda av korsbandsskador.  ESBF blir trots detta fyra 2017. I 1/4-finalen i slutspelet besegrar klubben Nantes efter förlust 18-19 i första och vinst 26-23 i returmatchen och får semifinal i slutspelet och klubben får spela EHF cup nästa år. Klubben är tillbaka i toppen av fransk damhandboll.
Senaste säsongen 2021/2022 kom klubben på fjärde plats i damligans seriespel.

## Klubbens meriter i urval
- Franska mästerskapet för damer:
  - Guld: 1988, 1998, 2001, 2003
- Coupe de France:
  - Vinnare: 2001, 2002, 2003, 2005
- EHF Cupvinnarcupen:
  - Vinnare: 2003[3]